# Dusona tyranna
Dusona tyranna är en stekelart som först beskrevs av Cameron 1899.  Dusona tyranna ingår i släktet Dusona och familjen brokparasitsteklar. Inga underarter finns listade i Catalogue of Life.